# Перистери (дем Ситония)
Перистери (на гръцки: Περιστέρι) е малък остров в Северна Гърция, част от дем Ситония, област Централна Македония. Островът е разположен в западната част на Светогорския залив, северозападно от големия остров Диапорос и в 2001 година е без жители.